# Echinopla lineata
Echinopla lineata är en myrart som beskrevs av Mayr 1862. Echinopla lineata ingår i släktet Echinopla och familjen myror.

## Underarter
Arten delas in i följande underarter:
- E. l. lineata
- E. l. senilis